# Scottocalanus sedatus
Scottocalanus sedatus is een eenoogkreeftjessoort uit de familie van de Scolecitrichidae. De wetenschappelijke naam van de soort is voor het eerst geldig gepubliceerd in 1936 door Farran.